# Jaume Marquilles
Jaume Marquilles (Barcelona, 1368 o 1370 - ?, 1451 o 1455) fou un eclesiàstic i jurista català.

## Biografia[1]
Estudià jurisprudència a l'Estudi General de Lleida. L'any 1428 fou nomenat vicari general del bisbe de Vic Jordi d'Ornós.
Fou capellà de la catedral de Barcelona.
Exercí com a vice-canceller del rei Martí.
Se l'inclou usualment al costat de les grans figures de la jurisprudència catalana del segle xv.

## Obres
- Commentaria super Usaticis Barchinone (1448)
- De las casas solariegas de Cataluña (1450)